# Rita (Ort, Maulau)
Rita ist eine osttimoresische Siedlung im Suco Maulau (Verwaltungsamt Maubisse, Gemeinde Ainaro). Das Dorf befindet sich im Westen der Aldeia Rita, die eine Exklave südwestlich des Hauptgebietes von Maulau bildet, auf einer Meereshöhe von 1548 m. Die Besiedlung verteilt sich auf die gesamte Aldeia. Eine Grundschule befindet sich an der Ostgrenze. Westlich von Rita befindet sich die Stadt Maubisse, östlich der Ort Lobibo.